# Alfredo Reichlin
Alfredo Reichlin (ur. 26 maja 1925 w Barletcie, zm. 21 marca 2017 w Rzymie) – włoski polityk i dziennikarz, wieloletni członek Izby Deputowanych, od 1984 do 1985 poseł do Parlamentu Europejskiego II kadencji.

## Życiorys
Syn adwokata pochodzenia szwajcarskiego, od 5 roku życia mieszkał w Rzymie. W czasie II wojny światowej działał w ruchu oporu, w tym w Brygadach Garibaldiego, dostał się przejściowo do niewoli faszystów. W 1946 ukończył liceum klasyczne, w tym samym roku wstąpił do Włoskiej Partii Komunistycznej. Działał w niej przez ponad 40 lat, wszedł w skład centralnego kierownictwa i został sekretarzem PCI w Apulii. Dołączył do redakcji powiązanego z partią czasopisma „l'Unità”, będąc jego redaktorem naczelnym od 1958 do 1962 i od 1977 do 1981. Kierował także redakcją tygodnika „Rinascita”. Opublikował także łącznie kilkanaście książek na tematy polityczne i wspomnieniowe. Od 1968 do 1994 członek Izby Deputowanych od V do XI kadencji, od lipca 1984 do stycznia 1985 poseł do Parlamentu Europejskiego. Przystąpił do Grupy Sojuszu Komunistycznego. Od 1989 do 1992 minister ekonomii w gabinecie cieni PCI. W kolejnych latach przystępował do ugrupowań lewicowych powstałych z przekształcenia komunistów.
Kawaler Krzyża Wielkiego Orderu Zasługi Republiki Włoskiej (2005). Dwukrotnie żonaty, z pierwszą żoną Lucianą Castelliną miał dwoje dzieci, w tym ekonomistkę Lucrezię.